# Extensão de grupo

Extensão de por, resultando no grupo e formando uma sequência exata curta. O homomorfismo injetora mapeia a um subgrupo normal de. Por sua vez, o homomorfismo sobrejetor mapeia em, levando cada coclasse de a um elemento distinto de.

Em matemática, uma extensão de grupo é uma descrição de um grupo em termos de um subgrupo normal particular e do respectivo grupo quociente. Se Q e N são dois grupos, então G é uma extensão de Q por N se existir uma sequência exata curta
{\displaystyle 1\to N\;{\overset {\iota }{\to }}\;G\;{\overset {\pi }{\to }}\;Q\to 1.}
Se G é uma extensão de Q por N, então G é um grupo, {\displaystyle \iota (N)} é um subgrupo normal de G e o grupo quociente {\displaystyle G/\iota (N)} é isomorfo ao grupo Q. Extensões de grupos surgem no contexto do problema de extensão, no qual os grupos Q e N são conhecidos e precisa-se determinar as propriedades de G. Note que a frase "G é uma extensão de N por Q" também é utilizada por alguns autores.
Uma vez que qualquer grupo finito G possui um subgrupo normal maximal N com grupo quociente simples G/N, todos os grupos finitos podem ser construídos como uma série de extensões com grupos simples finitos. Esse fato motivou a conclusão da classificação dos grupos simples finitos.
Uma extensão é chamada de extensão central se o subgrupo N estiver no centro de G.

## Extensões em geral
Uma extensão, o produto direto, é imediatamente óbvia. Se for exigido que tanto G quanto Q sejam grupos abelianos, então o conjunto das classes de isomorfismo da extensão de Q por um dado grupo (abeliano) N é de fato um grupo, que é isomorfo a
{\displaystyle \operatorname {Ext} _{\mathbb {Z} }^{1}(Q,N);}
(ver funtor Ext). Diversas outras classes gerais de extensões são conhecidas, mas não existe uma teoria que trate de todas as possíveis extensões de uma única vez. A extensão de um grupo é geralmente descrita como um problema difícil, denominado problema da extensão.
Para considerar alguns exemplos, se G = K × H, então G é uma extensão tanto de H quanto de K. De forma mais geral, se G é um produto semidireto de K e H, escrito como {\displaystyle G=K\rtimes H}, então G é uma extensão de H por K, então produtos tais como o produto entrelaçado fornecem exemplos adicionais de extensões.

### Problema da extensão
A questão de quais grupos G são extensões de H por N é chamada de problema da extensão, e tem sido amplamente estudado desde o final do século XIX. Quanto à sua motivação, considere que a série de composição de um grupo finito é uma sequência finita de subgrupos {Ai}, em que cada Ai+1 é uma extensão de Ai por algum grupo simples. A classificação dos grupos simples finitos nos dá uma lista completa dos grupos simples finitos; portanto, a solução para o problema de extensão nos daria informações suficientes para construir e classificar todos os grupos finitos em geral.

### Classificando extensões
Resolver o problema da extensão equivale a classificar todas as extensões de H por K; ou de forma mais prática, expressando todas essas extensões em termos de objetos matemáticos que são mais fáceis de entender e calcular. Em geral, esse problema é muito difícil, e todos os resultados mais úteis classificam extensões que satisfazem alguma condição adicional.
É importante saber quando duas extensões são equivalentes ou congruentes. Dizemos que as extensões
{\displaystyle 1\to K{\stackrel {i}{{}\to {}}}G{\stackrel {\pi }{{}\to {}}}H\to 1}
e
{\displaystyle 1\to K{\stackrel {i'}{{}\to {}}}G'{\stackrel {\pi '}{{}\to {}}}H\to 1}
são equivalentes (ou congruentes) se existe um isomorfismo de grupos {\displaystyle T:G\to G'} tornando comutativo o diagrama da Figura 1. Na verdade, é suficiente ter um homomorfismo de grupo; devido à comutatividade assumida do diagrama, a aplicação {\displaystyle T} é forçada a ser um isomorfismo pelo lema dos cinco curto.

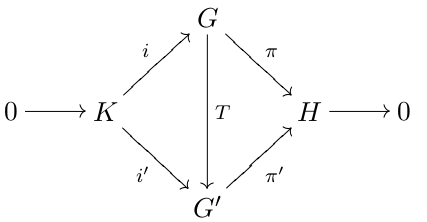
Figura 1

#### Atenção
Pode acontecer de as extensões {\displaystyle 1\to K\to G\to H\to 1} e {\displaystyle 1\to K\to G^{\prime }\to H\to 1} não serem equivalentes, mas G e G ' serem isomorfos como grupos. Por exemplo, existem {\displaystyle 8} extensões não equivalentes do grupo Klein 4 por {\displaystyle \mathbb {Z} /2\mathbb {Z} }, mas existem, a menos de isomorfismo de grupos, apenas quatro grupos de ordem {\displaystyle 8} contendo um subgrupo normal de ordem {\displaystyle 2} com grupo de quociente isomorfo ao grupo Klein 4.

#### Extensões triviais
Uma extensão trivial é uma extensão
{\displaystyle 1\to K\to G\to H\to 1}
que é equivalente à extensão
{\displaystyle 1\to K\to K\times H\to H\to 1}
onde as setas esquerda e direita são, respectivamente, a inclusão e a projeção de cada fator de {\displaystyle K\times H}.

#### Classificando extensões cindidas
Uma extensão cindida é uma extensão
{\displaystyle 1\to K\to G\to H\to 1}
com um homomorfismo {\displaystyle s\colon H\to G} tal que indo de H para G por s e depois de volta para H pela aplicação quociente da sequência exata curta induz a função identidade em H, isto é, {\displaystyle \pi \circ s=\mathrm {id} _{H}}. Nessa situação, costuma-se dizer que s cinde a sequência exata acima.
As extensões cindidas são muito fáceis de classificar, porque uma extensão cinde se, e somente se, o grupo G for um produto semidireto de K e H. Os próprios produtos semidiretos são fáceis de classificar, porque eles estão em correspondência um a um com homomorfismos de {\displaystyle H\to \operatorname {Aut} (K)}, em que Aut(K) é o grupo de automorfismos de K. Para uma discussão completa de por que isso é verdade, consulte produto semidireto.

#### Atenção
Em geral, em matemática, uma extensão de uma estrutura K é usualmente considerada como uma estrutura L da qual K é uma subestrutura. Veja, por exemplo, extensão de corpos. No entanto, na teoria dos grupos, a terminologia oposta foi introduzida, em parte por causa da notação {\displaystyle \operatorname {Ext} (Q,N)}, que pode ser lida facilmente como extensões de Q por N, e o foco está no grupo Q.
O artigo de Brown e Porter (1996) sobre a teoria de Schreier das extensões não-abelianas (citada abaixo) usa a terminologia de que uma extensão de K dá origem a uma estrutura maior.

## Extensão central
Uma extensão central de um grupo G é uma sequência exata curta de grupos
{\displaystyle 1\to A\to E\to G\to 1}
tal que A está em Z(E), o centro do grupo E. O conjunto de classes de isomorfismo de extensões centrais de G por A (onde G age trivialmente sobre A) está em correspondência biunívoca com o grupo de coomologia H2(G, A).
Pode-se construir exemplos de extensões centrais tomando qualquer grupo G e qualquer grupo abeliano A, e definindo E como A × G. Este tipo de exemplo cindido corresponde ao elemento 0 em H2(G, A) na correspondência acima. Exemplos mais sérios são encontrados na teoria das representações projetivas, nos casos em que a representação projetiva não pode ser elevada a uma representação linear comum.
No caso de grupos finitos perfeitos, existe uma extensão central universal perfeita.
Da mesma forma, a extensão central de uma álgebra de Lie {\displaystyle {\mathfrak {g}}} é uma sequência exata
{\displaystyle 0\rightarrow {\mathfrak {a}}\rightarrow {\mathfrak {e}}\rightarrow {\mathfrak {g}}\rightarrow 0}
de tal modo que {\displaystyle {\mathfrak {a}}} está no centro de {\displaystyle {\mathfrak {e}}}.
Existe uma teoria geral das extensões centrais nas variedades de Maltsev, como pode ser visto no artigo de Janelidze e Kelly listado abaixo.

### Generalização para extensões gerais
O artigo sobre extensões de grupos e {\displaystyle H^{3}} dado abaixo fornece uma classificação semelhante de todas as extensões de G por A em termos de homomorfismos de {\displaystyle G\to \operatorname {Out} (A)}, uma condição de existência tediosa, mas explicitamente verificável, envolvendo {\displaystyle H^{3}(G,Z(A))} e o grupo de coomologia {\displaystyle H^{2}(G,Z(A))}.

### Grupos de Lie
Na teoria dos grupos de Lie, as extensões centrais surgem em conexão com a topologia algébrica. A grosso modo, extensões centrais de grupos de Lie por grupos discretos são o mesmo que grupos de recobrimento. Mais precisamente, um espaço de recobrimento conexo G∗ de um grupo de Lie conexo G é naturalmente uma extensão central de G, de tal modo que a projeção
{\displaystyle \pi \colon G^{*}\to G}
é um homomorfismo de grupo, e sobrejetiva. (A estrutura do grupo em G∗ depende da escolha de um elemento neutro correspondente à identidade em G) Por exemplo, quando G∗ é a cobertura universal de G, o núcleo de π é o grupo fundamental de G, que se sabe ser abeliano (veja o H-espaço). Inversamente, dado um grupo de Lie G e um subgrupo central discreto Z, o quociente G/Z é um grupo de Lie e G é um espaço de recobrimento dele.
Mais geralmente, quando os grupos A, E e G que aparecem em uma extensão central são grupos de Lie, e as aplicações entre eles são homomorfismos de grupos de Lie, então se a álgebra de Lie de G é g, a de A é a, e a de E é e, então e é uma extensão de álgebra de Lie central de g por a. Na terminologia da física teórica, os geradores de a são chamados de cargas centrais. Esses geradores estão no centro de e; pelo teorema de Noether, os geradores de grupos de simetria correspondem a quantidades conservadas, chamadas de cargas.
Os exemplos básicos de extensões centrais como grupos de recobrimento são:
- Os grupos de spin, que recobrem duplamente os grupos ortogonais especiais, que (em dimensão par) recobrem duplamente o grupo ortogonal projetivo.
- Os grupos metapléticos, que recobrem duplamente os grupos simpléticos.

O caso de SL2(R) envolve um grupo fundamental que é cíclico infinito. Aqui, a extensão central envolvida é bem conhecida na teoria das formas modulares, no caso de formas de peso ½. Uma representação projetiva correspondente é a representação de Weil, construída a partir da transformada de Fourier, neste caso na reta real. Os grupos metapléticos também ocorrem na mecânica quântica.